# Suhovolea, Novohrad-Volînskîi
Suhovolea (în ucraineană Суховоля) este localitatea de reședință a comunei Suhovolea din raionul Novohrad-Volînskîi, regiunea Jîtomîr, Ucraina.

## Demografie
Componența lingvistică a localității Suhovolea
     Ucraineană (99,04%)
     Alte limbi (0,97%)
Conform recensământului din 2001, majoritatea populației localității Suhovolea era vorbitoare de ucraineană (99,04%), existând în minoritate și vorbitori de alte limbi.